# 潇湘神
《潇湘神》，常见词牌名，得名始自唐代刘禹锡咏湘妃词。

## 体裁
单调二十七字，五句三平韵、一叠韵，此词首三字例用叠句，词牌格式为：
平仄平（韵），平仄平（叠），仄平中仄仄平平（韵），仄仄仄平平仄仄，平平平仄仄平平（韵）

## 例词
刘禹锡
斑竹枝，斑竹枝，泪痕点点寄相思，楚客欲听瑶瑟怨，潇湘深夜月明时。